# یونیونتاون (آرکانزاس)
یونیونتاون (به انگلیسی: Uniontown) یک منطقهٔ مسکونی در ایالات متحده آمریکا است که در شهرستان کرافورد، آرکانزاس واقع شده‌است. یونیونتاون ۲۶۳٫۹۶ متر بالاتر از سطح دریا واقع شده‌است.